# Christian Diener (Grafiker)
Christian Diener (* 11. Dezember 1937 in Leipzig; † 18. Mai 2016 in Griechenland) war ein deutscher Grafiker und Art Director. Er gehört zu den wichtigen deutschen Wegbereitern der Fotografie der Nachkriegszeit. Zu seinen Verdiensten gehört ein eigenes fotografisches Werk, die Gründung der Berliner Galerie „Camera Work“ und die Sammlung wichtiger fotografischer Werke. Bedeutung hat Christian Diener darüber hinaus durch seine Arbeiten als Grafiker und Art Designer deutscher Zeitschriften und Buchverlage erlangt.

## Leben
Diener verbrachte Kindheit und Jugend in Leipzig. 1944 wurde er in Leipzig eingeschult. Der Eintritt in die Oberschule wurde ihm später wegen „falschem Elternhaus“ verwehrt. Von 1952 bis 1954 machte er eine Lehre mit Gesellenprüfung als Chromolithograf. Über Abendkurse erreichte er auf dem zweiten Bildungsweg die Sonderreifeprüfung. Er studierte danach von 1956 bis 1958 an der Hochschule für Grafik und Buchkunst (HGB) in Leipzig: Klasse Fotografik. 1958 wurde er aber zwangsweise exmatrikuliert. Nach seiner Flucht nach Westdeutschland studierte Christian Diener 1959 bis 1962 an der Hochschule für Bildende Künste in West-Berlin (HFBK) Klasse Gebrauchsgraphik und Fotografik bei Helmut Lortz.
1962 schrieb er seine Abschlussarbeit. 1964 heiratete er die Grafikerin und Designerin Ulrike Diener, mit der er bis zu ihrem Tod 2001 zusammenlebte. Sie haben eine Tochter, Anina Diener. Er lebte 1962 für kurze Zeit in Köln, ab 1964 in München und zog 1996 nach Berlin. 2016 starb er in Ios, Griechenland.

## Künstlerischer Werdegang
- 1956 Mitglied der Gruppe „action Fotografie“. Bis zur Exmatrikulation, Gewinner von 15 Preisen im In- und Ausland, u. a. in Westdeutschland zweimal den Deutschen Jugend Fotopreis.
- 1962 Gestaltung einer Wanderausstellung über die Hochschule für Bildende Künste in einer Meisterklasse als Abschlussarbeit. Als Assistent von Professor L. Fritz Gruber war Christian Diener zuständig für die Gestaltung der kulturellen Bilderschauen der „photokina63“, (der wichtigsten internationalen Messe für Fotografie) darunter war auch eine Ausstellung mit seinen eigenen Bildern.
- 1963 Gesamtgestaltung der UNESCO Wanderausstellung „sehen, lernen und begreifen“
- 1964 Gesamtgestaltung der Wanderausstellung für „Internationes“ über sechs junge deutsche Fotografen – darunter auch Christian Diener selbst.
- 1964–1965 Assistent des Art Directors Willy Fleckhaus beim Magazin Twen.
- 1965 Gestaltung von drei Bilderschauen für die „photokina 66“ über J.H. Lartigue, Cecil Beaton und große Modefotografen. Die Zeitschrift „Twen“ veröffentlicht zahlreiche Bildgeschichten von Christian Diener.
- 1966–1970 Art Director bei Burda in München
- 1966 Art Director für den SPD-Wahlkampf in Bayern und Nordrhein-Westfalen.
- 1967 Gesamtgestaltung des „Münchner Museums of Modern Art“ in der Villa Stuck.
- 1969 Gesamtgestaltung von zwei Bilderschauen für die „photokina 70“ über „Pin up“ Fotografie und „Vier Meister der Erotischen Fotografie“
- 1970 bis 1972 Konzeptionelle Neugestaltung des Münchner Fotomuseums.
- 1971 bis 1996 Filmplakate für den Filmverlag der Autoren, Futura Film, Neue Constantin Film und Senator Film
- 1974 Auffindung des „Album der Zeitgenossen“ von Franz Hanfstaengl.
- 1975 Berufung als ordentliches Mitglied der Deutschen Gesellschaft für Fotografie.
- 1976 Entwicklung des „East Side“ einem Magazin von Autoren.
- 1983–1987 Art Director beim Zeit-Magazin in Hamburg
- 1987 Art Director von Harper’s Bazaar
- 1989 Art Director von Holiday

Gastdozent an der Münchner Journalisten Schule

## Galerie Camera Work
Gemeinsam mit Gerd Elfering setzte Christian Diener im Jahr 1997 Idee, Konzeption und Gründung der Galerie Camera Work in Berlin um. Christian Diener entdeckte das Depot Haus in der Kantstraße in Charlottenburg, gestaltete den Ausbau und entwarf Grafiken (Logo, Plakate, Portfolios).
Christian Diener kuratierte dort u. a. folgende Ausstellungen:
- 1997: Jeanloup Sieff, David Bailey, Horst P. Horst, Peter Lindbergh, Helmut Newton, Irving Penn
- 1998: André Kertész, Sarah Moon, Peter Beard
- 1999: Man Ray, Floris Michael Neusüss, Michel Compte, Richard Avedon
- 2000: Horst P. Horst, Leni Riefenstahl, Herb Ritts, Will McBride

Zu jeder Ausstellung wurden gebundene Portfolios in limitierten Auflagen mit Original-Prints der jeweiligen Fotografen editiert. Die Texte schrieb Michael Krüger.

## Kurator
- 2002 Gründung von Fine Art, Herausgabe von zahlreichen Portfolios u. a. Karin Székessy, Leni Riefenstahl
- 2003 Kurator der Ausstellung Retrospektive Gunther Sachs im Museum für Kunst und Gewerbe Hamburg
- 2008 Kurator Gunther Sachs „Die Kunst ist weiblich“ Museum der bildenden Künste Leipzig

## Bildkonzeptionelle und Grafische Neuentwicklungen von Zeitungen, Zeitschriften, Magazinen
- Burda Verlag: „M“
- Gruner + Jahr: „Impulse“
- Springer-Verlag: „Liva“, „Report“, „Die Welt“
- Opel AG: „Calibra“
- Verlagsgruppe Handelsblatt: „Wirtschaftswoche“

## Gestaltung Filmplakate
- Filmverlag der Autoren: Die Blechtrommel, Schwestern oder Die Balance des Glücks, Heller Wahn, Taugenichts, Die Sehnsucht der Veronika Voss, Bolwieser
- Futura Film
- Senator Film: Die Sieger
- Neue Constantin Film

## Gestaltung Buchreihen
- Carl Hanser Verlag: Münchner Goethe Ausgabe in Leinen und Leder
- Heyne Verlag: Das besondere Taschenbuch, Heyne Lyrik, Heyne Ex Libris

## Preise
- Auszeichnung vom Art Directors Club
- Kodak Buchpreis
- Schönstes Buch des Jahres